# Јозеф Клаус
Јозеф Клаус (Котшах-Маутен, 15. август 1910 — Беч, 26. јул 2001) је био аустријски политичар Аустријске народне партије и канцелар своје земље од 1964–1970.

## Биографија
Клус је рођен 15. августа као син пекара у Котшах-Маутену. Његова мајка која је родила четворо деце га је научила љубави према књизи и природи. Ишао је у средњу школу у Клагенфурт у, а касније је студирао право у Беч у. 1936. се оженио са Ерном Клаус. Клаус је учествовао у Другом светском рату свих шест година као дипломата у канцеларијама на страни Сила Осовине, а не као војник. Ипак, пред крај рата је морао да иде у борбу и био је заробљен од стране Американаца.

### Политичка каријера
Клаус је био дугогодишњи шеф владе аустријске покрајине Салцбург (1949 — 1961) и био је водећи члан ÖVP-а. У фази дискусије која је настала када је државни канцелар Јулијус Раб поднео оставку Клаусов утицај је растао код представника младих „реформатора“. 11. априла 1961. је постао министар финансија у кабинету Алфонса Горбаха и учествовао је у преговарањима око испоруке последње туре аустријске нафте Совјетском Савезу крајем фебруара 1964. 25. фебруара Горбах је поднео оставку на место канцелара, па је Клаус почео преговоре о стварању нове коалиционе владе коју је и створио 2. априла 1964. Вицеканцелар је остао Бруно Питерман.
На парламентарним изборима 1966. Аустријска народна странка је са 85 мандата по први пут након 1945. освојила апсолутну већину и била је у могућности да заврши коалицију са Социјалдемократском партијом Аустрије која је владала Аустријом 21 годину. Након шестонедељних преговора унутар саме аустријске народне странке влада Јозефа Клауса је створена. Фриц Бок је постао вицеканцелар. Почео је период самосталних влада (1966—1970 Аустријска народна странка, 1970-1983 Социјалдемократска партија Аустрије). 1968. вицеканцелар је постао Херман Витхалм. Клаусова влада је почела са амбициозним реформама, пре свега у буџету и у сарадњи науке, уметности и политике. У јуну 1967. се направљени први кораци ка чланству у европску економску заједницу, једне од институција од којих је касније настала европска унија. У предизборној кампањи за парламентарне изобре 1970. Јозеф Клаус је представљен као "прави Аустријанац", што је била индиректна алузија на опозиционог лидера Бруна Крајског који је био јеврејског порекла. На тим изборима Социјалдемократска партија постаје најјача партија у земљи, а 1971. социјалдемократе освајају апсолутну већину. Због овога нови председника Аустријске народне странке је постао Хајнрих Витхалм.

## Пензионисање
Клаус се пензионисао 1971. Током следећих година одржавао је говоре и семинаре и у позним годинама је учествовао у одлукама своје странке. За разлику од већине пензионисаних политичара он никада као пензионер није причао о актуелним политичким питањима и није давао савете ако се то од њега није тражило. Клаус је са својом женом дуго живео у Италији. 1995. пар се преселио у дом пензионера у Деблингу.
Почетком 2001. Ерна Клаус је умрла, а неколико месеци касније 25. јула 2001. умро је и Јозеф. Сахрана је одржана 1. августа.